# آیری شیمیزو
آیری شیمیزو (انگلیسی: Airi Shimizu؛ زادهٔ ۱۷ دسامبر ۱۹۹۲) بازیگر، شخصیت‌های تلویزیونی در ژاپن، و مدل اهل ژاپن است.